# なかた美術館
なかた美術館は、広島県尾道市潮見町6番11号にある私立美術館。ナカタ・マックコーポレーションが運営する。

## 特徴
1997年2月、ナカタ・マックコーポレーション本社新築にあわせて、社長の中田貞雄が収集した絵画を展示するため開館。美術館東側には、散策できる日本庭園、1階にはレストランを有する。
隔年で尾道の風景を描いた作品を紹介する「絵のまち尾道四季展」を、チェンバロを購入し室内コンサートをおこなったり、収蔵品をテーマごとに紹介するコレクション展を開催したりしている。

## 主な収蔵品
- ポール・アイズピリ「少年と小鳥」「サントロペの海」「尾道」など約30点
- 尾道を描いたもの
  - 小林和作（記念室がある）
  - 中川一政、伊藤清永、高田誠、中根寛、鴨居令など
  - アイズビリ、ジャン・ピエール・カシニョールなど
- パブロ・ピカソ「三人の裸婦」
- ジョルジュ・ルオー「セザンヌへのオマージュ」「アトリエのソランジェの顔」
- ラウル・デュフィ「バラ」
- モーリス・ド・ブラマンク「静物」
- その他
  - コロー、ルノアール、ユトリロ、キスリング、ヴァン・ドンゲン、ローランサン
  - 梅原龍三郎、林武、須田国太郎、三岸節子

など約200点

## 交通
JR山陽新幹線新尾道駅から
- 車で約7分
- バス
  - 中国バス・桜土手経由尾道駅行き、「なかた美術館前」バス停下車
  - おのみちバス・因島（土生港）行き、「なかた美術館前」バス停下車

JR山陽本線尾道駅から
- 徒歩で約15分
- 車で約3分
- バス
  - 中国バス・桜土手経由、「なかた美術館前」バス停下車
  - おのみちバス・桜土手経由新尾道駅行き、「なかた美術館前」バス停下車